# انترپرایز (۱۷۷۶)
انترپرایز (۱۷۷۶) (به انگلیسی: Enterprise (1776)) یک کشتی بود.